# Mappa esagonale

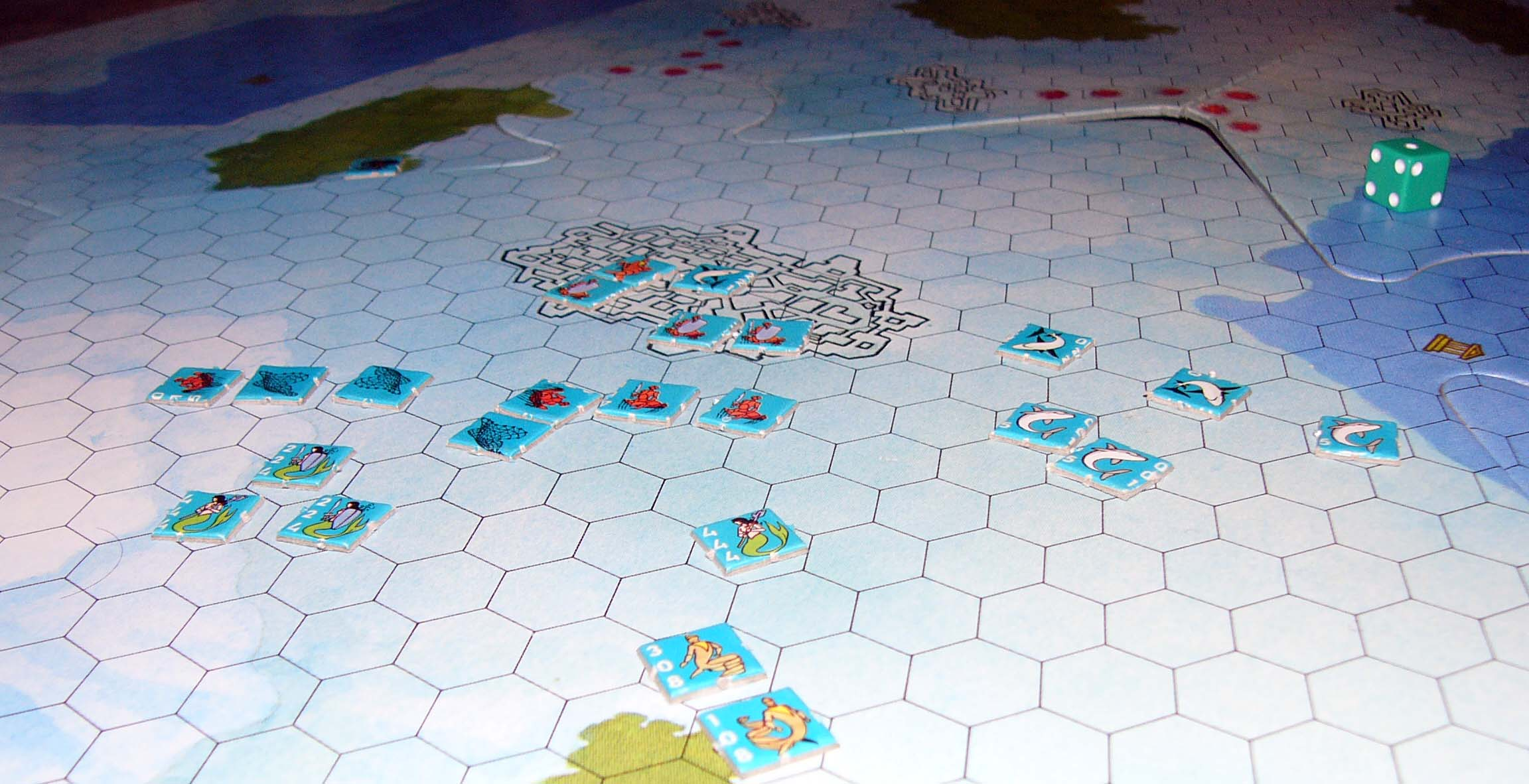
Esempio di mappa esagonale dal wargame Idro

La mappa esagonale (o mappa esagonata) è il tipo di mappa più comunemente usata nei wargame da tavolo. La mappa viene suddivisa in piccoli esagoni di pari dimensioni (vedi il diagramma 1.)  
Rispetto ad una mappa divisa in quadrati:
- Permette alle unità rappresentate nel gioco di muoversi in sei direzioni diverse (contro le quattro permesse dalle mappe quadrate, se si esclude il movimento in diagonale).
- La distanza tra un esagono e gli esagoni che lo circondano è costante.

Per questi motivi le mappe suddivise in quadrati sono raramente utilizzate nei wargame.
L'uso delle mappe esagonali è stato introdotto dalla Avalon Hill nel 1958 con la pubblicazione del wargame Tactics II.
Anche alcuni giochi astratti, come per esempio Hex o alcune varianti degli scacchi usano una mappa esagonale.
```
 __    __    __    __    __
/  \__/  \__/  \__/  \__/  \
\__/  \__/  \__/  \__/  \__/
/  \__/  \__/  \__/  \__/  \
\__/  \__/  \__/  \__/  \__/
/  \__/  \__/  \__/  \__/  \
\__/  \__/  \__/  \__/  \__/
/  \__/  \__/  \__/  \__/  \
\__/  \__/  \__/  \__/  \__/
/  \__/  \__/  \__/  \__/  \
\__/  \__/  \__/  \__/  \__/
```

Diagramma 1. Esempio di mappa esagonale